# Lingotto

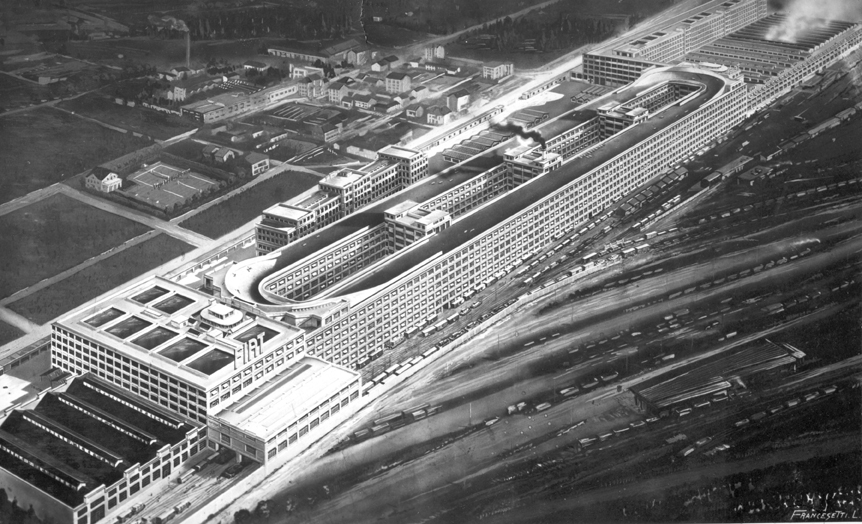
Vista da Fiat Lingotto Factory em 1928.

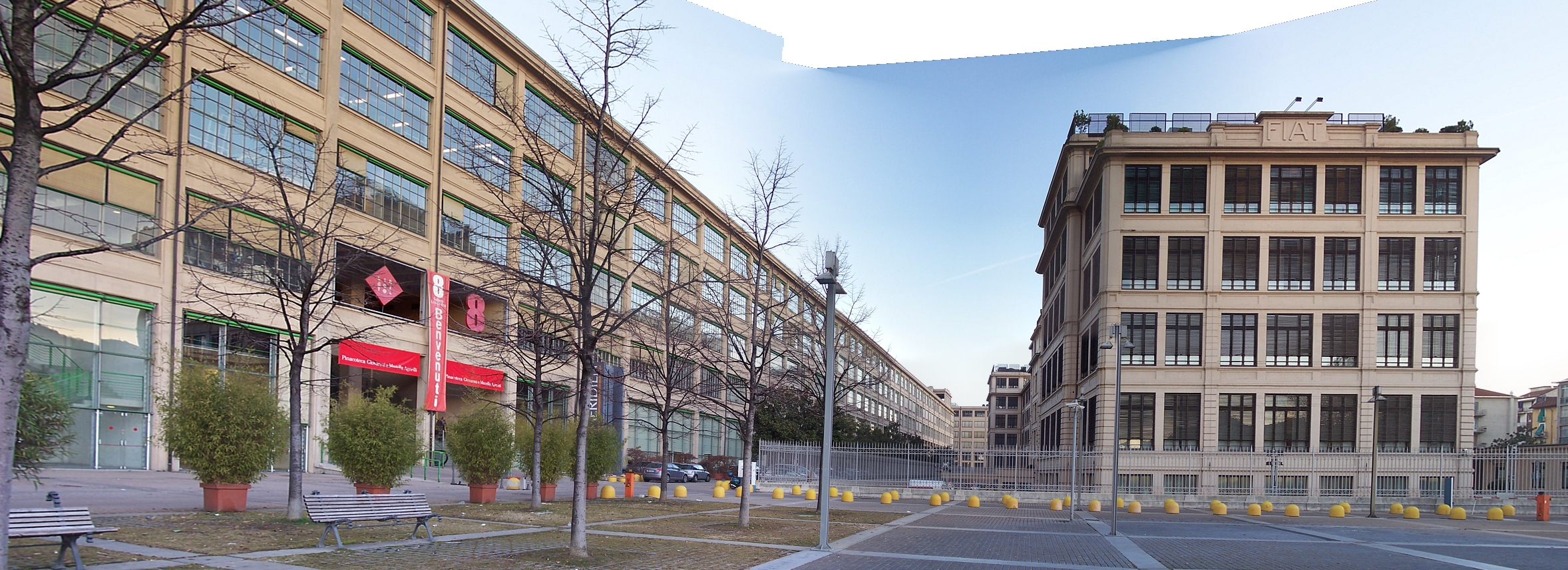
Lingotto hoje.

Lingotto é um distrito de Turim, Itália, assim denominado devido ao Edifício Lingotto, que foi uma enorme fábrica de automóveis Fiat, conhecida por abrigar uma pista de testes em seu telhado.
O distrito de Lingotto é também onde fica a Oval Lingotto, uma pista de patinação local construída para os Jogos Olímpicos de Inverno de 2006. 

## Edifício Lingotto
O Edifício Lingotto foi projetado para abrigar a nova fábrica da Fiat e foi inaugurado em 1923. Esta nova fábrica trazia duas novidades: linha de produção ascendente e uma pista de testes no telhado do prédio.
O projeto (criado pelo jovem arquiteto Giacomo Matte-Trucco) foi um dos primeiros edifícios de seu tamanho feito em maior parte com concreto armado. As restrições de espaço impostas pelas linhas ferroviárias próximos ao terreno, forçaram Giacomo a desenvolver um edifício que fosse verticalmente para cima. O prédio tinha cinco andares, com matérias-primas que entravam pelo piso térreo, e carros construídos em uma linha de produção que subia pelo edifício. Os andares eram especializados na construção de partes específicas do carro, do chassi ao acabamento no penúltimo andar. No sexto e último andar, que também era o teto, havia uma pista de testes para os carros.
Foi a maior fábrica de automóveis no mundo em seu tempo, e lá foram produzidos 80 modelos diferentes de carros durante o seu funcionamento, incluindo o famoso Fiat Topolino, de 1936. O edifício Lingotto foi de vanguarda, influente e poderoso. Le Corbusier chamou-lhe "um dos mais impressionante na indústria", e "um guia para planejamento de cidades".
A fábrica tornou-se obsoleta na década de 1970 e foi tomada a decisão de finalmente fechar em 1982. O encerramento da fábrica levou ao debate público muito sobre o seu futuro, e como se recuperar de declínio industrial em geral. Um concurso de arquitetura foi realizado e o ganhador foi Renzo Piano, que idealizou um espaço interessante para o público da cidade. Desta forma, alguns anos depois do fechamento da fábrica, o prédio foi reformado para ser um gigantesco espaço comercial. Seus andares são ocupados agora por um shopping center, um teatro, um centro de convenções e um hotel. A obra foi concluída em 1989.
Desde 2011 a Red Bull organiza ali uma corrida de motocicletas estilo Vespas.

### A Famosa Pista de Testes
O teto da fábrica foi projetado para abrigar uma curiosa pistas de testes. Esta pista ocupava um espaço de 494 metros de comprimento por 85 de largura e era composta por duas curvas parabólicas bastante inclinadas. Estas curvas foram construídas com uma complexa série de estruturas de concreto, uma técnica que não havia sido utilizada anteriormente, muito menos em uma pista no sexto andar de um prédio.
Mesmo após a demolição da fábrica e reconstrução do edifício, a pista no teto, permanece intacta, e é utilizada principalmente como local para reunião de empresas, clubes de automóveis, além de atração turística, onde é possível alugar um carro, subir os seis andares e dar uma volta pelas retas da pista.

## Na cultura popular
O edifício Lingotto é mostrado extensivamente no filme Mafioso (1962).
A pista de testes original do último piso pode ser vista brevemente durante a sequência de fuga no filme Um Golpe à Italiana (1969). Durante a famosa cena, os três Mini Cooper usados pelos ladrões ficam lado a lado em uma das parabólicas, com o policial em sua cola.